# Sindey Bernal
Sindey Carolina Bernal Villamarín (Bogotá, 1986) es una docente y educadora colombiana. 
Sindey estudió diseño tecnológico en la Universidad Pedagógica Nacional, tiene una máster y doctora en educación inclusiva de la Universidad Autónoma de Baja California. En su tesis de doctorado en educación inclusiva, desarrolló el proyecto de un aula virtual para potenciar la formación de estudiantes universitarios sordos. Enseña en colegio Enrique Olaya Herrera a adolescentes con sordos y con sus conocimientos en ingeniería informática, desarrolló un sistema inteligente que reconoce la voz y la traduce al lenguaje de señas.
En 2019, fue galardonad con el Premio Asociación Educar a la labor docente.